# 發光燈籠魚
發光燈籠鱼（学名：Myctophum phengodes）为輻鰭魚綱燈籠魚目灯笼鱼科燈籠鱼属的其中一種。分布于全球三大洋海域，為深海魚類，體長可達9.3公分。

## 扩展阅读
維基物種上的相關：發光燈籠鱼